# Чоловіки боксують
Чоловіки боксують (англ. Men Boxing) — один із перших у світі фільмів. Всю роботу з організації зйомки провели Вільям Діксон та Вільям Гейсе для Edison Manufacturing Company. У кінострічці показують двох співробітників Едісона з боксерськими рукавички, що вдають спаринг на ринзі. Усі 12 футів плівки були відзняті у період з травня по червень 1891 у Photographic Building в Edison's Black Maria studio, що знаходилась у Вест Оранж, штат Нью-Джерсі, на експериментальну горизонтальної подачі кінетографічну камеру Едісон-Діксон-Гейсе через круглий отвір величиною 3/4 дюйма (19 мм) на широку плівку з перфорацією рядом зірочок з одного краю ряду як експериментальна демонстрація. Ніколи не був публічно показаний. Плівка була збережена в кіноархіві Бібліотеки Конгресу США як частина колекції Гордон Гендрікс.